# فيلهلم هاينريخ شوسلر
فلهالم هاينريخ شوسلر (بالألمانية: Wilhelm Heinrich Schüßler)‏ (21 أغسطس 1821 - 30 مارس 1898) [بحاجة لمصدر]كان طبيبًا ألمانيًا في أولدنبورغ، و باحث عن العلاجات الطبيعية، نشر نتائج تجاربه في مجلة المعالجة بالطب البديل الألمانية في مارس 1873، والتي ذكر فيها عن القائمة التي تضم 12 من ما يسمى ب "املاح الخلايا الكيميائية الحيوية "[بحاجة لمصدر]التي لا تزال شائعة في الطب البديل وتسمى باملاح تشوسر ال12.
على الرغم من أنه كان من حركة المعالجة البديلة في الطب في عصره، فإن التعريف الحديث للمعالجة البديلة والاعشاب، والذي يؤخذ فيه مفردات وفهم شركات الصيدلة العملاقة، يميل إلى استبعاد مفهومه عن فعالية المعالجة الطبية البديلة، التي على الرغم من كونها مخففة ومذابة للغاية، إلا أنها لا تزال تحتفظ بكميات صغيرة من الملح الأصلي.